# 広島市立戸山中学校
広島市立戸山中学校（ひろしましりつ とやまちゅうがっこう）は、広島県広島市安佐南区沼田町大字阿戸にある公立中学校。

## 概要
生徒数が52人（2015年4月24日現在）と少ない学校であるが、学区の面積は安佐南区のおよそ3分の1である。学校は学区のほぼ中央に位置する。安佐南区の最西にある中学校でもある。同じ敷地内に広島市立戸山小学校があり、プール、グラウンド、体育館を共同で使用している。

## 沿革
- 1971年（昭和46年） - 沼田町の広島市編入により、沼田町立戸山中学校から広島市立戸山中学校と改称。

## 部活動
戸山中には3つの部活が存在する。
- 陸上部
- 卓球部
- カルチャー部

## 校区
- 広島市立戸山小学校の校区[6]
  - 沼田町大字吉山、沼田町大字阿戸

## アクセス
- アストラムライン 大原駅下車[7]
- フォーブル「戸山学校」バス停下車

## 著名な出身者
- 若杉慧[8]